# Apatania theischingerorum
Apatania theischingerorum är en nattsländeart som beskrevs av Malicky 1981. Apatania theischingerorum ingår i släktet Apatania och familjen Apataniidae. Inga underarter finns listade i Catalogue of Life.